# Acrocercops clytosema
Acrocercops clytosema là một loài bướm đêm thuộc họ Gracillariidae. Nó được tìm thấy ở Brasil. Nó được miêu tả bởi Edward Meyrick năm 1920.